# Kleinmitterndorf
Kleinmitterndorf ist eine Streusiedlung in der Marktgemeinde Martinsberg im Bezirk Zwettl in Niederösterreich.

## Geschichte
Der Ort entstand nach 1850 auf den Gründen der Katastralgemeinde Mitterndorf. Seit 1978 ist sie offizieller Teil der Marktgemeinde Martinsberg.